# 毛吉
毛吉（1426年—1465年），字宗吉，浙江餘姚縣人。明朝官員，同進士出身。

## 生平
景泰五年（1454年）毛吉登甲戌科進士，授刑部廣東司主事。因疾失朝，下錦衣衛獄，被巨梃打至「肉潰見骨」。
天順五年（1461年），升爲廣東僉事，分巡惠、潮二府。在任期間痛擊豪強，為民眾愛戴。任期滿後，民眾請求留任。當時恰逢楊輝民變，攻陷江西安遠等地，毛吉率先抵達程鄉，組織壯丁聯同官軍進攻，之後俘斬一千四百余人。明憲宗升他為按察使司副使。成化元年（1465年），毛吉與指揮閻華、掌縣事同知陶魯率領萬人大軍，進攻大磴。在雲岫山被害，贈按察使。吉死時年四十，後賜謚忠襄。

## 家族
餘姚丰山毛氏十三代孙。有一子毛科。